# 岡本凱孝
岡本 凱孝（おかもと よしたか、1940年8月14日 - ）は、大阪府出身の元プロ野球選手（捕手）。

## 来歴・人物
浪華商業ではエース池上栄一郎（法大）とバッテリーを組み捕手として活躍。2年次の1957年の秋季近畿大会では、四番打者、中堅手の張本勲らとチームを牽引。準決勝で海南高の宗邦夫に完封負けを喫するが、1958年春の選抜への出場を決める。ところが一般生徒が刑事事件を起こし、チームは出場辞退を余儀なくされた。3年次の1958年には夏の甲子園に主将、七番打者として出場するが、1回戦で魚津高の村椿輝雄に完封を喫してしまう。同期の張本は不祥事により甲子園出場を辞退した。
高校卒業後は1959年に立教大学へ進学。当時は長嶋茂雄、杉浦忠、本屋敷錦吾、森滝義巳らが相次いで卒業した後で、戦力が次第に低下しており、東京六大学野球リーグでは、在学中の優勝は1年次の秋季リーグのみであった。2年次の1960年には種茂雅之が卒業、秋季リーグから後継正捕手となる。4年次の1962年には主将と四番打者の重責を担った。当時の東京六大学には岡本の他に早大の鈴木悳夫、慶大の大橋勲、明大の辻佳紀、法大の広瀬幸司と捕手の逸材が揃っており、その対決は神宮を沸かせた。リーグ通算57試合出場、183打数37安打、打率.202、1本塁打。大学同期に石川陽造、岡村浩二がいるが、両者とも中退して早期にプロ入りした。
大学卒業後の1963年に国鉄スワローズへ入団。3年目の1965年から正捕手の根来広光に替わってマスクを被る回数が増え、1966年にはレギュラーの座を獲得。野村克也と同様な「ささやき戦術」を用い、インサイドワークに優れた捕手であったが、弱肩で盗塁阻止率が低かった。1968年に西鉄ライオンズへ移籍し、南海戦では打席に入った野村に「ノムさん、次はカーブですからね。打ってくださいよ」と言って撹乱させ、まさかと思っていると本当にカーブが来て、野村に「なんで打たんのですか。ウソはいいませんよ」と返した。1969年に現役を引退。
引退後は立大時代の友人が専務を務める地元・大阪の鉄鋼会社に庶務課長として勤務し、その後は福岡市博多区美野島で焼き鳥・もつ鍋の「青龍」を経営。

## 詳細情報

### 年度別打撃成績
| 年 度     | 球 団         | 試 合 | 打 席 | 打 数 | 得 点 | 安 打 | 二 塁 打 | 三 塁 打 | 本 塁 打 | 塁 打 | 打 点 | 盗 塁 | 盗 塁 死 | 犠 打 | 犠 飛 | 四 球 | 敬 遠 | 死 球 | 三 振 | 併 殺 打 | 打 率 | 出 塁 率 | 長 打 率 | O P S |
| --------- | ------------- | ----- | ----- | ----- | ----- | ----- | -------- | -------- | -------- | ----- | ----- | ----- | -------- | ----- | ----- | ----- | ----- | ----- | ----- | -------- | ----- | -------- | -------- | ----- |
| 1963      | 国鉄 サンケイ | 30    | 22    | 22    | 0     | 1     | 0        | 0        | 0        | 1     | 0     | 0     | 0        | 0     | 0     | 0     | 0     | 0     | 3     | 0        | .045  | .045     | .045     | .091  |
| 1964      | 国鉄 サンケイ | 4     | 6     | 6     | 0     | 0     | 0        | 0        | 0        | 0     | 0     | 0     | 0        | 0     | 0     | 0     | 0     | 0     | 1     | 0        | .000  | .000     | .000     | .000  |
| 1965      | 国鉄 サンケイ | 60    | 81    | 77    | 4     | 19    | 1        | 2        | 1        | 27    | 7     | 0     | 1        | 1     | 1     | 2     | 0     | 0     | 16    | 1        | .247  | .266     | .351     | .616  |
| 1966      | 国鉄 サンケイ | 121   | 332   | 313   | 9     | 65    | 11       | 0        | 2        | 82    | 21    | 2     | 6        | 4     | 1     | 10    | 3     | 4     | 28    | 9        | .208  | .242     | .262     | .504  |
| 1967      | 国鉄 サンケイ | 122   | 337   | 316   | 18    | 79    | 9        | 0        | 6        | 106   | 30    | 1     | 8        | 6     | 1     | 9     | 0     | 5     | 29    | 7        | .250  | .282     | .335     | .617  |
| 1968      | 西鉄          | 54    | 69    | 65    | 2     | 7     | 0        | 0        | 1        | 10    | 4     | 0     | 0        | 0     | 0     | 3     | 1     | 1     | 9     | 0        | .108  | .159     | .154     | .313  |
| 通算：6年 | 通算：6年     | 391   | 847   | 799   | 33    | 171   | 21       | 2        | 10       | 226   | 62    | 3     | 15       | 11    | 3     | 24    | 4     | 10    | 86    | 17       | .214  | .246     | .283     | .529  |

- 国鉄（国鉄スワローズ）は、1965年途中にサンケイ（サンケイスワローズ）に球団名を変更

### 背番号
- 19 （1963年 - 1967年）
- 26 （1968年 - 1969年）